# Пасанен, Спеде
Пертти Олави «Спеде» Пасанен (10 апреля 1930, Куопио — 7 сентября 2001, Киркконумми, Финляндия) —- финский комик, актёр, сценарист, кинорежиссёр, продюсер, автор песен и изобретатель.
С 1960-х годов по 1990-е Пасанен был одним из самых популярных и успешных шоуменов в Финляндии. Пасанен начал свою карьеру в конце 1950-х годов с работы на радио. В 1960-х годах он снимал успешные комедии, такие как «Барон Икс» (фин. X-Paroni), «Эта дурацкая Финляндия» (фин. Pähkähullu Suomi), «Миллипиллери» (фин. Millipilleri) и «Примерно семеро братьев» (фин. Noin seitsemän veljestä). В 1970-е годы он выдумал гротескного персонажа по имени Ууно Турхапуро (фин. Uuno Turhapuro), который стал заглавным для большого количества телепрограмм и кинофильмов. В 1980-е годы он вёл ТВ-программу «Спеде-Шоу» и игровое шоу «Спеден Спелит». Спеде Пасанен был чрезвычайно деятельным и многосторонним человеком, видевшим смысл своей жизни в работе и убеждённым в том, что «для нас юмор и радость так же важны, как горчица для окорока». Благодаря способности видеть в жизненной рутине необычную сторону Пасанен, будучи правым консерватором и атеистом, создал новый формат авторского радиовещания: он вёл передачи в амплуа весёлого безудержного анархиста, не боявшегося смело обсуждать политические вопросы и затрагивать болезненные темы, что, по мнению многих, способствовало изменению традиционного образа мышления финнов.

## Биография
Отец Пасанена был лесоинженером и работал начальником участка в компании «Альстрём» (фин. Ahlström). У Пасанена была младшая сестра Вирпи и младший брат Ристо. С детства он проявлял интерес к эстрадным зрелищам, спорту, играм и изобретательству. Он играл в хоккей и ставил химические опыты в подвале своего дома. Осенью 1950 года Пасанен начал учиться в гимназии в городе Ийсалми, где сдавал и государственный экзамен. В 1953 году Пасанен поступил в Хельсинкский университет на факультет общественно-политических наук.  Во время кинопроб к фильму «Барон Икс» он обратил внимание на Пирьо Вайнимяки (фин. Pirjo Vainimäki), которая сыграла в картине главную женскую роль и в 1965 году стала его женой. В этом же году у них родилась дочь Пирре Пяйвикки (фин. Pirre Päivikki Pasanen). 
Пертти «Спеде» Пасанен умер 7 сентября 2001 года в Киркконумми во время игры в гольф.

## Роли в кино
В 1955 году он начал карьеру в кино с озвучивания ролей в фильме «Дикий Север» (фин. Villi Pohjola). В 1950-е годы Пасанен играл роли второго плана в многих фильмах, среди которых «Девушка отправляется в казармы» (фин. Tyttö lähtee kasarmiin), «Страх фельдфебеля» (фин. Vääpelin kauhu) и «Женские заботы асессора» (фин. Asessorin naishuolet). В 1958 году Пасанен получил оригинальную роль в ставшем популярным балете «Дон Кихот» в интерпретации финской национальной балетной труппы. Национального театр балета гастролировал с этой постановкой в Германии в 1958 году. Для Пасанена это была первая поездка за границу.  

## Режиссёрская карьера
В 1963-м Спеде Пасанен знакомится с Яакко Паккасвирта (фин. Jaakko Pakkasvirta) и Ристо Ярва (фин. Risto Jarva), с которыми договаривается поставить совместную комедию. В результате этого в 1964 году на экраны вышла комедия «Барон Икс» (фин. X-Paroni), которая считается первым самостоятельным фильмом Спеде Пасанена. После этого Пасанен основывает компанию Filmituotanto Spede Pasanen и начинает снимать следующий фильм самостоятельно, хотя у него было два партнера в компании – Эре Кокконен (фин. Ere Kokkonen) и Юкка Виртанен (фин. Jukka Virtanen). Тройка Пасанен-Кокконен-Виртанен в течение 1964-1969 гг. поставила несколько картин, которые снискали зрительскую популярность: «Эта дурацкая Финляндия» (фин. Pähkähullu Suomi), «Миллипиллери» (фин. Millipilleri), «Примерно семеро братьев» (фин. Noin seitsemän veljestä) и «Удивительные приключения телевизионщика» (фин. Näköradiomiehen ihmeelliset siekailut). Благодаря фильмам 1960-х, Пасанен стал одним из самых популярных комиков в Финляндии. 
В 1969 году Пасанен снимает свой первый цветной кинофильм «Северные звёзды» (фин. Pohjan tähteet). В 1971 году в сериале Пасанена Spede Show впервые появляется персонаж по имени Ууно Турхапуро (фин. Uuno Turhapuro) в исполнении  Веса-Матти Лойри (фин. Vesa-Matti Loiri).  Ууно Турхапуро быстро становится популярным среди зрителей (первый же фильм, где появился этот персонаж, посмотрели 613 409 человек, что необычайно много для небольшой по населению Финляндии). В период с 1975 по 1978 год Пасанен каждый год снимает новый фильм про Ууно Турхапуро. Все части этого сериала неизменно вызывали зрительский интерес. Золотое время для фильмов про Ууно Турхапуро пришлось на 1980-е годы: всего на экран вышло восемь новых фильмов про Ууно Турхапуро. В 1998-м экраны выходит ещё один фильм «Ууно Турхапуро – шишка-бизнесмен» (фин. Johtaja Uuno Turhapuro – Pisnismies ), снятый, впрочем, без участия Пасанена. Последним фильмом Пасанена стала картина «Женская логика» (фин. Naisen Logiikka, 1999), провалившаяся в прокате (фильм вышел на экране только в одном кинотеатре в Хельсинки, его посмотрели всего 300 человек).

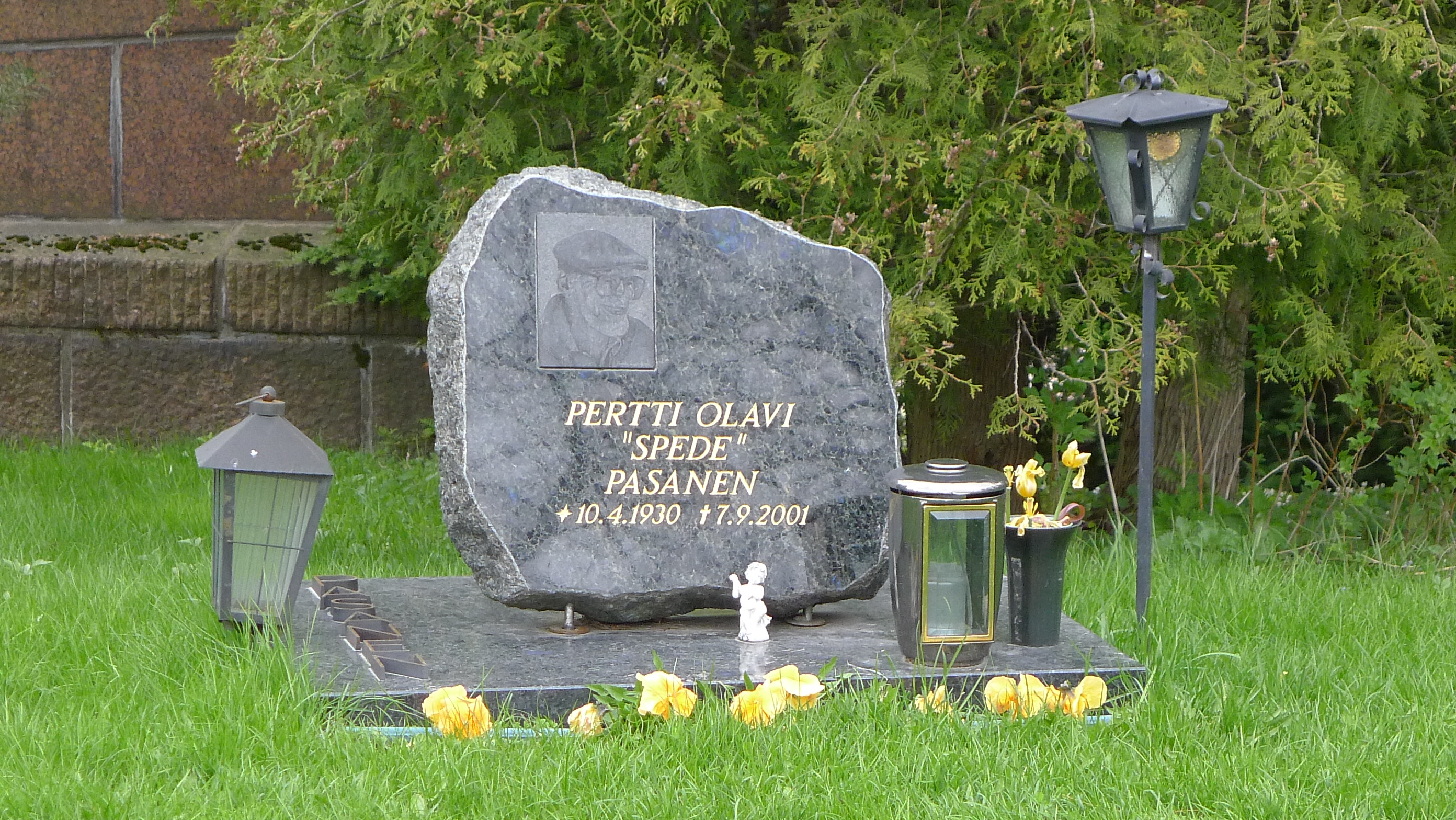
Могила Спеде Пасанена на кладбище Хиетаниеми (Хельсинки)